# Murexsul oxytatus
Murexsul oxytatus is een slakkensoort uit de familie van de Muricidae. De wetenschappelijke naam van de soort is voor het eerst geldig gepubliceerd in 1938 door M. Smith.